# 小河子乡
小河子乡，是中华人民共和国河北省张家口沽源县下辖的一个乡镇级行政单位。

## 行政区划
小河子乡下辖以下地区：
小河子村、东滩村、石头城村、大厂村、迎春村、韩庆坝村、黑土洼村、二道营村、后房子村、韩家营村、小红石砬村、大红石砬村、三道营村、乌克河庙村、大元房子村、泉子村、脑包山村、瓦房营村、大碱滩村、界牌村、贵子沟村、太平营村、碾盘沟村、大东沟村、红旗滩村和狼窝沟村。